# Tammenga
Tammenga – miasto w dystrykcie Paramaribo, w Surinamie. Według danych na rok 2012 miasto zamieszkiwało 15819 osób, a gęstość zaludnienia wyniosła 2637 os./km².

## Demografia
Ludność historyczna:
| Rok                           | 2004  | 2012  |
| ----------------------------- | ----- | ----- |
| Ludność                       | 14313 | 15819 |
| Gęstość zaludnienia os./km²   | 2386  | 2637  |
| Roczna zmiana liczby ludności | +1,3% | +1,3% |

## Klimat
Klimat jest tropikalny. Średnia temperatura wynosi 24 °C. Najcieplejszym miesiącem jest wrzesień (26 °C), a najzimniejszym miesiącem jest styczeń (22 °C). Średnie opady wynoszą 2492 milimetrów rocznie. Najbardziej wilgotnym miesiącem jest maj (404 milimetrów), a najbardziej suchym miesiącem jest wrzesień (86 milimetrów).